# Макилвенни, Эд
Э́двард Джон Макилве́нни (англ. Edward John McIlvenny; 21 октября 1924, Гринок, Ренфрушир, Шотландия — 18 мая 1989, Истборн, Суссекс, Англия) — шотландский футболист, полузащитник, на чемпионате мира 1950 года выступал в составе национальной сборной США. Наиболее известен как капитан сборной США в матче против сборной Англии в Белу-Оризонти 29 июня 1950 года.

## Карьера

### Клубная
Эд Макилвенни родился в 1924 году. Играл в футбол на любительском уровне в шотландской юниорской лиге. С 1947 года, когда он стал выступать за валлийский «Рексем», футбол стал его профессией. Однако Эд недолго играл за «Рексем». В 1949 году он уехал к сестре в США, где подписал контракт с клубом «Филадельфия Нэшнелз».
В одной из игр за команду звёзд против клуба «Манчестер Юнайтед» Эд обратил на себя внимание тренера соперников Мэтта Басби, а после участия в чемпионате мира 1950 года ему было предложено место в британской команде. Он появился на поле лишь в двух матчах «Манчестера», после чего покинул команду и перешёл в ирландский «Уотерфорд». Он играл за «Уотерфорд» 4 года, а заканчивал карьеру в «Хедингтон Юнайтед».

### В сборной
В 1950 году в составе национальной сборной США он отправился на чемпионат мира в Бразилию, где принял участие во всех трёх играх сборной. Во втором матче против англичан он был назначен капитаном команды, благодаря своему британскому происхождению. При участии Эда, сделавшего вброс из аута, с подачи Уолтера Бара единственный гол в матче забил уроженец Гаити Джо Гатьенс.
| Матчи Эда Макилвенни за сборную США | Матчи Эда Макилвенни за сборную США | Матчи Эда Макилвенни за сборную США | Матчи Эда Макилвенни за сборную США | Матчи Эда Макилвенни за сборную США | Матчи Эда Макилвенни за сборную США | Матчи Эда Макилвенни за сборную США |
| ----------------------------------- | ----------------------------------- | ----------------------------------- | ----------------------------------- | ----------------------------------- | ----------------------------------- | ----------------------------------- |
| №                                   | Дата                                | Место проведения                    | Соперник                            | Счёт                                | Голы                                | Турнир                              |
| 1                                   | 25 июня 1950                        | Куритиба, Бразилия                  | Испания                             | 1:3                                 | -                                   | Чемпионат мира 1950                 |
| 2                                   | 29 июня 1950                        | Белу-Оризонти, Бразилия             | Англия                              | 1:0                                 | -                                   | Чемпионат мира 1950                 |
| 3                                   | 2 июля 1950                         | Ресифи, Бразилия                    | Чили                                | 2:5                                 | -                                   | Чемпионат мира 1950                 |

Итого: 3 матча: 1 победа, 0 ничьих, 2 поражения.
В 1976 году Эд Макилвенни, наряду с другими игроками сборной образца 1950 года, был включён в Зал Американской Футбольной Славы.
В фильме «Игра их жизней» о победном матче американцев над англичанами в 1950 году роль Эда Макилвенни исполнил Джон Харкс, бывший американский футболист из Нью-Джерси. Его роль оказалась эпизодической, а капитанская повязка, по сюжету фильма, вместо Эда Макилвенни была отдана Уолтеру Бару.